# KFC Rhodienne-De Hoek
Maillots
Dernière mise à jour : 12 août 2021.
Le Koninklijke Football Club Rhodienne-De Hoek est un club belge de football localisé à Rhode-Saint-Genèse à la périphérie Sud de Bruxelles sur le territoire de la Région flamande. Ce club a la particularité d'être une des très rares entités du football belge à avoir fait l'objet d'un échange de n° matricule. Créé le 1er mars 1928 et affilié quelques mois plus tard à l'URBSFA, il reçoit le matricule 1274. Au début de l'année 1963, une sorte de « vide juridique » et l'imagination des dirigeants de l'époque amènent le club « à hériter » du glorieux matricule 6 (6 titres nationaux et 1 Coupe de Belgique).
Après cet échange de matricules, le cercle réalise une fusion et, plus tard, un changement s'appellation.
En mai 2020, après 14 ans d'absence, le club gagne le droit de retrouver les séries nationales pour y prester ce qui est sa 30e saison.

## Histoire: FC La Rhodienne (1927-1963)

### Rapides succès
La date officiel de fondation du club est le 1er mars 1928 sous la dénomination de FC La Rhodienne. Quelques mois plus tard, à savoir le 5 septembre 1928, l'entité s'affilie auprès de l’URBSFA et se voit attribuer le n° de matricule 1274. Il débute en compétition en 19281929, au 3e niveau régional (niveau 6 à l’époque) et est directement champion avec 11 victoires pour 1 défaite. Deux ans plus tard, le cercle fête une nouvelle montée . 
Après un nouveau sacre conquis en 1937 (21 victoires, 1 partage et 4 revers), le FC La Rhodienne accède à la plus haute division provinciale brabançonne (appelée Division 2 Provinciale à l'époque), lors à la saison 1937-1938, soit avant de fêter son 10e anniversaire !

### Accès aux séries nationales
Le matricule 1274 évolue dix ans parmi son élite provinciale, même si durant la Seconde Guerre mondiale, les compétitions sont parfois organisées « avec les moyens du bord » et sujette à une réorganisation temporaire. Au terme de la saison 1947-1948; le FC La Rhodienne boucle un championnat de 30 rencontres avec 18 succès, 7 nuls et 5 défaites. Un parcours qui lui offre le titre et lui ouvre les portes de la « Promotion », alors 3e échelon du football national. La première saison en Nationale est ponctuée d'une 6e place.

### «Les années yo-yo»
Entre sa première accession et 1963, le club effectue trois aller/retour Nationale/Provinciale. La première relégation en 1951 est suivie d'une remontée directe après l'obtention du dernier titre de la plus haute division provinciale sous le nom de « Division 2 Provinciale ». En effet, la fédération belge effectue une réforme de ses compétitions dont le point majeur est la création d'un 4e niveau nationale. Celui-ci hérite de l'appellation Promotion alors que l'élite provinciale devient la Première provinciale.
Obtenant son meilleur classement jusqu'alors (5e), le matricule 1274 est reconnu « Société Royale » le 16 avril 1953. À partir du 3 juin 1953, le cercle prend la dénomination de Royal Football Club La Rhodienne". Hélas deux ans plus tard, c'est de nouveau la culbute à l'échelon inférieur. L'entité mes deux ans avant de remonter.
Le R. FC La Rhodienne aligne alors six belles saisons « en Promotion » (D4) avec 4 places sur le podium dont le titre honorifique de vice champion 1960, dix points derrière la R. Ent. Sp. Jamboise. C'est trois saisons après cette belle deuxième place que se déroule « l'échange » !

## 1963 - l'échange

### Contexte
En 1963, près de vingt ans après la fin du second conflit mondial, le paysage du football belge a sérieusement évolué. Les deux grandes métropoles que Anvers et Bruxelles sont encore bien représentées dans la plus haute division et conquièrent entre des sacres nationaux. Mais on ne peut plus parler d'hégémonie complète comme ce fut le cas avant 1940. Les autres régions du pays commencent à faire montre d'ambition. Plus spécifiquement dans la capitale, une nouvelle force vive, le R. SC Anderlechtois s'est fait connaître alors que les cercles anciennement titrés régressent. Parmi les pionniers du foot' bruxellois figure le R. Racing CB qui peine à retrouver son lustre et erre en Division 3.

### Projet de fusion
L'envie de retrouver un rang plus enviable est présent tant chez les Racingmen que chez les « Étoilés » du Royal White Star AC. Les deux clubs ont entamé des pourparlers lesquels, intérêts communs obligent, se transforment en négociations. Entre la fin de l'été 1962 et le printemps 1963, la volonté de fusionner et surtout de créer un « tout grand club » passe du projet à l'envie concrète. 

### Réticences du Racing CB
Les deux entités trouvent les accords qui leur conviennent mais un dernier point chiffonne les patrons du Racing CB, notamment Monsieur Henri Mabille: « Qu'advient-il du matricule 6 ? », titulaire entre-autres de six titres nationaux et tout premier vainqueur de la Coupe de Belgique en 1912. Plus d'un refus de voix ce matricule être radié.
À cette époque, on se trouve dans une période intermédiaire en termes de règlement. Jusqu'au 1er août 1962, si deux ou plusieurs cercles fusionnent, il y a d'abord « démission des matricules existants » (ils sont radiés) et « création d'un nouveau matricule » pour l'entité formée. À partir du 10 juillet 1964, les cercles qui fusionnent « doivent conserver un des anciens matricules ».

#### Situation le19 juin1963
- matricule 6 = R. Racing CB.
- matricule 47 = R. White Star AC.
- matricule 1274 = R. FC La Rhodienne.

#### Situation le20 juin1963
- matricule 6 = R. Racing CB.
- matricule 47 = R. White Star AC
- matricule 1274 = R. FC La Rhodienne change son appellation et devient SC St-Genesius-Rode.

#### Situation le21 juin1963
- matricule 6 = R. Racing CB change son appellation et devient R. FC La Rhodienne.
- matricule 47 = R. White Star AC
- matricule 1274 = SC St-Genesieus-Rode.

#### Situation le22 juin1963
- matricule 6 = R. FC La Rhodienne.
- matricule 47 = R. White Star AC
- matricule 1274 = SC St-Genesius-Rode change son appellation et devient R. Racing CB.

#### Situation le23 juin1963
- matricule 1274, le R. Racing CB club de Promotion (à l'époque équivalent D4) demande sa rétrogradation en séries provinciales.

#### Situation le10 juillet1963
- matricule 6 = R. FC La Rhodienne.
- matricule 47 = R. White Star AC change son appellation et devient R. Racing White.
- matricule 1274 = R. Racing CB.

Rien d'interdisant règlementairement le montage effectué, l'Union Belge n'a d'autre choix que de le valider. Mais ne voulant plus que cela se reproduise, l'URBSFA lors de son Assemblée Générale suivante adapte son règlement fédéral et plus particulièrement son Article XII en stipulant: « l'obligation faite aux cercles des porter la même appellation pendant dix ans ». Plus tard, ce texte est adapté en obligeant aussi mes clubs à attendre 10 ans avant de reprendre une ancienne appellation (quelle qu'elle soit). Un délai qui, au début du XXIe siècle, est réduit à 5 ans.
Le matricule 1274 est démissionné des registres de l'URBSFA en date du 15 juillet 1965.
En juin 1963 survient l’échange de matricule. Les dirigeants du , porteur du matricule 6 qui joue en Division 3, concluent un accord pour fusionner avec le R. White Star AC, porteur du matricule 47. Mais comme ce dernier évolue en Division 2, c'est son matricule qui va être conservé. Ne voulant pas voir disparaître le glorieux matricule 6, les promoteurs de la fusion proposent un échange. Le choix s'est porté sur le R. FC La Rhodienne (1274) car un de ses administrateurs est Emile Michiels, un homme d'Affaires bruxellois, qui est aussi depuis peu l'actionnaire majoritaire du White Star (47).

## Histoire depuis 1963, avec le matricule 6

### R. FC La Rhodienne (1963-1970)
Désormais titulaire du matricule 6, le R. FC La Rhodienne découvre la Division 3. La saison 63-64 se termine bien avec une 11e place finale mais seulement deux unités au-dessus du Tongerse SV Cercle, le premier des deux descendants. L'exercice suivant voit le cercle de la périphérie terminer au milieu du classement de sa série. Par contre le club ne peut rien lors de sa 3e saison de Division 3. Continuellement en fond de classement, La Rhodienne comprend rapidement qu'elle est irrémédiablement distancée, même si quelques clubs restent théoriquement à portée. Deux victoires et cinq partages, soit à l'époque neuf points, c'et évidemment bien trop peu pour espérer se maintenir. Sans le savoir, le nouveau matricule 6 quitte définitivement le 3e échelon hiérarchique car jusqu'en 2021, il n'y est jamais remonté.
Revenu en « Promotion », le R. FC La Rhodienne souffle le chauf et le froid. Milieu de tableau une année, jouant le maintien et terminant 13e ensuite et se sauvant à la suite d'un double test-match en 1969, le club joue les premiers rôles en 1969-1970 !
En 1970, la Belgique se dirige de plus en plus ostensiblement vers un fédéralisation en bonne et due forme. les prétextes linguistiques et/ou communautaires sont souvent à la une de l'actualité, mais celle-ci fort heureusement ne reste que politique. De nombres cercles sportifs de Flandre changent ou adaptent leur appellation pour une version néerlandophone. C'est ainsi que le Royal FC La Rhodienne devient le Koninklijke FC La Rhodienne le 1er juillet 1970. Située au Sud de Bruxelles et bien qu'une large majorité de sa population soit francophone, la localité Rhode-Saint-Genèse (Sint-Genesius-Rode en Néerlandais) est située sur une étroite bande de territoire considérée comme faisant partie de la Région flamande.
Deux ans plus tard, en 1972, ne pouvant mieux qu'une 14e place, le « KFCLR » descend en Séries provinciales. Particularité de cette relégation, pour le club et ses sympathisantq c'est un retour en « P1 », pour le matricule 6, fondateur du championnat en 1895, c'est une « première » !

### Traversée du désert
Le club se stabilise en P1 Brabant, mais dix[Quoi ?] après avoir quitté la Nationale le cercle termine 16e et dernier et glisse en « P2 », à l'époque le 6e niveau de la pyramide du football belge. Les saisons défilent avec quelques frayeurs de dégringolades en « P3 » mais dans la majeure partie du temps, le club est dans le ventre mou du classement. Il faut attendre 1996 pour que l'entité ne remonte dans la hiérarchie. Une amélioration qui fait suite à une fusion.

### K. FC Rhodienne-Verrewinkel (1996-2010)

ancien logo du K. FC Rhodienne-Verrewinkel

Le 1er juillet 1996, le K. FC La Rhodienne (6) fusionne avec un cercle voisin, le FC Verrewinkel (6455), pour former le K. FC Rhodienne-Verrewinkel (6).
Le succès est au rendez-vous pour les coalisés avec deux titres de rang. Champion de 2e Provinciale en 1997, le matricule 6 est champion provincial brabançon 1998 et retrouve les séries nationales. En 1998-1999, avec l'ancien professionnel Didier Wittebole dans ses rangs, la Rhodienne-Verrewinkel décroche une belle 4e place qui lui donne accès au tour final pour la montée en Division 3. Il n'y a cependant pas de troisième montée consécutive à la suite d'une défaite d'emblée contre V&V Overpelt-Fabriek (4-1).
Fidèle à ses anciennes habitudes, le club alterne bonnes et moins bonnes saisons. En En 2001, Rhode-St-Genèse décroche un nouveau tour final pour la montée. Nouvel échec d'entrée, cette fois des œuvres de Seraing RUL (1-2).
Après cinq saisons dans le « ventre mou » du classement, Rhodienne-Verrewinkel finit dernier de sa série et retourne en P1.
De 2007 à 2009, le club termine successivement 11e, 6e et 3e. Mais 2010, une 16e place condamne le club à une nouvelle descente vers la « P2 ».
La chute en deuxième provinciale incite les responsables à chercher du « renfort extérieur ». Celui-ci se concrétise sous la forme d'une union (pas de fusion) avec un cercle de l'entité, le K. VC Hoger Op De Hoek.

### K. FC Rhodienne-De Hoek (depuis 2010)
Le matricule 6 ne réalise aucune fusion officielle. Comme un retour aux sources de 1963 (voir ci-avant), un arrangement intervient entre trois clubs. Le 1er juillet 2010, le cercle de « P2 » du K. VC Hoger Op De Hoek (fondé en 1942 et porteur du matricule 3582 fusionne officiellement avec la R. US Rebecquoise (porteur du matricule 1614) qui évolue en « P3 ». Cette entité conserve son nom et son matricule mais « monte d'un étage », car le matricule 3582 est démissionné de l'URBSFA à la même date. Les sympathisants et forces vives du matricule 3582 se joignent à ceux du matricule 6 qui prend le nom de K. FC Rhodienne-De Hoek à partir du 1er juillet 2010.
Le matricule 6 joue la tête en « P2 » mais doit attendre la saison 2012-2013 et une 2e place finale dans sa série pour gagner le droit de disputer le tour final pour la montée. Celui-ci se joue en par trois groupes de 3 avec les trois vainqueurs qui se dispute les trois premiers rangs finaux.

#### TF de P2 - Premier tour 2012-2013
Chaque participant affronte une fois chacun de ses adversaires, avec un match à domicile et un en déplacement
| Rang | Équipe                  | Pts | J | G | N | P | Bp | Bc | Diff |  | Résultats (▼ dom., ► ext.) | RHO | TER | AAR |
| ---- | ----------------------- | --- | - | - | - | - | -- | -- | ---- |  | -------------------------- | --- | --- | --- |
| 1    | K. FC Rhodienne-De Hoek | 4   | 2 | 1 | 1 | 0 | 5  | 2  | +3   |  | K. FC Rhodienne-De Hoek    |     | nj  | 2-2 |
| 2    | KV Tervueren            | 3   | 2 | 1 | 1 | 0 | 1  | 3  | -2   |  | KV Tervueren               | 0-3 |     | nj  |
| 3    | SC Aarschot             | 1   | 2 | 0 | 1 | 1 | 2  | 3  | -1   |  | SC Aarschot                | nj  | 0-1 |     |

#### TF de P2 - Finale, Places 1 à 3 - 2012-2013
Chaque participant affronte une fois chacun de ses adversaires, avec un match à domicile et un en déplacement
| Rang | Équipe                  | Pts | J | G | N | P | Bp | Bc | Diff |  | Résultats (▼ dom., ► ext.) | RHO | VEL | BOO |
| ---- | ----------------------- | --- | - | - | - | - | -- | -- | ---- |  | -------------------------- | --- | --- | --- |
| 1    | K. FC Rhodienne-De Hoek | 4   | 2 | 1 | 1 | 0 | 4  | 1  | +3   |  | K. FC Rhodienne-De Hoek    |     | nj  | 0-0 |
| 2    | HO Veltem               | 3   | 2 | 1 | 1 | 0 | 3  | 4  | -1   |  | KV Tervueren               | 1-4 |     | nj  |
| 3    | K. RC Boortmeerbeek     | 1   | 2 | 0 | 1 | 1 | 0  | 2  | -2   |  | SC Aarschot                | nj  | 0-2 |     |

Victorieux de cette poule finale, le K. FC Rhodienne-De Hoek gagne le droite de retrouver l'élite provinciale du Brabant.
Le plaisir de rejouer en « P1 » ne perdure guère. Assurant son maintien avec une assez timide 12e place en 2014, le cercle de Rhode-Saint-Genèse finit dernier et est relégué au terme de la saison suivante.
En 2016, nouvelle qualification pour le « Tour final de P2 » après une 3e place en phase classique:

#### TF de P2 - Premier tour 2015-2016
Chaque participant affronte une fois chacun de ses adversaires, avec un match à domicile et un en déplacement
| Rang | Équipe                  | Pts | J | G | N | P | Bp | Bc | Diff |  | Résultats (▼ dom., ► ext.) | GRE | RHO | BEK |
| ---- | ----------------------- | --- | - | - | - | - | -- | -- | ---- |  | -------------------------- | --- | --- | --- |
| 1    | R. FC Grez-Doiveau      | 4   | 2 | 1 | 1 | 0 | 3  | 0  | +3   |  | R. FC Grez-Doiceau         |     | nj  | 3-0 |
| 2    | K. FC Rhodienne-De Hoek | 2   | 2 | 0 | 2 | 0 | 3  | 3  | 0    |  | K. FC Rhodienne-De Hoek    | 1-1 |     | nj  |
| 3    | VC Bekkevoort           | 1   | 2 | 0 | 1 | 1 | 2  | 5  | -3   |  | VC Bekkevoort              | nj  | 2-2 |     |

#### TF de P2 - Places 4 à 6 2015-2016
Chaque participant affronte une fois chacun de ses adversaires, avec un match à domicile et un en déplacement
| Rang | Équipe                  | Pts | J | G | N | P | Bp | Bc | Diff |  | Résultats (▼ dom., ► ext.) | HER | RHO | PAM |
| ---- | ----------------------- | --- | - | - | - | - | -- | -- | ---- |  | -------------------------- | --- | --- | --- |
| 1    | FC Herne                | 4   | 2 | 1 | 1 | 0 | 3  | 0  | +3   |  | FC Herne                   |     | 0-0 | nj  |
| 2    | K. FC Rhodienne-De Hoek | 2   | 2 | 0 | 2 | 0 | 3  | 3  | 0    |  | K. FC Rhodienne-De Hoek    | nj  |     | 1-1 |
| 3    | FC Denderzonen Pamel    | 1   | 2 | 0 | 1 | 1 | 1  | 1  | 0    |  | FC Denderzone Pamel        | 0-1 | nj  |     |

Pas de montée pour La Rhodienne par contre les trois participants à la Finale - places 1 à 3 sont promus !

### Retour en Nationales
Ne pouvant mieux qu'une 7e place dans ce qui est désormais la 7e niveau hiérarchique à la suite de la réforme des compétitions et de la création d'une 5e Division nationale, Rhodienne-De Hoek remporte sa série de P2 en 2017-2018 et réintègre l'élite désormais du Brabant flamand.
Assurant son maintien avec un 12e rang en 2019, le club est en 2e position derrière Diest quand, le 12 mars 2020, les compétitions sont arrêtées et finalement figées en raison de la Pandémie de Covid-19. Comme la fédération décide d'appliquer les montées et descentes telles que règlementairement prévues (hors tours finaux), le matricule 6 fête son retour en séries nationales au bout de 14 ans d'attente !
Pour son arrivée en Division 3 VV, le K. FC Rhodienne-De Hoek ne fait pas mieux que « 1 point sur 9 », mais les compétitions sont alors arrêtées puis annulées à cause des restrictions liées à la Pandémie de Covid-19.

## Localisation
Le stade du club est localisé à Rhode-Saint-Genèse, au sud de la Région de Bruxelles-Capitale, dans la province du Brabant flamand. Sur la carte ci-dessous, il s'agit du point numéro 15.

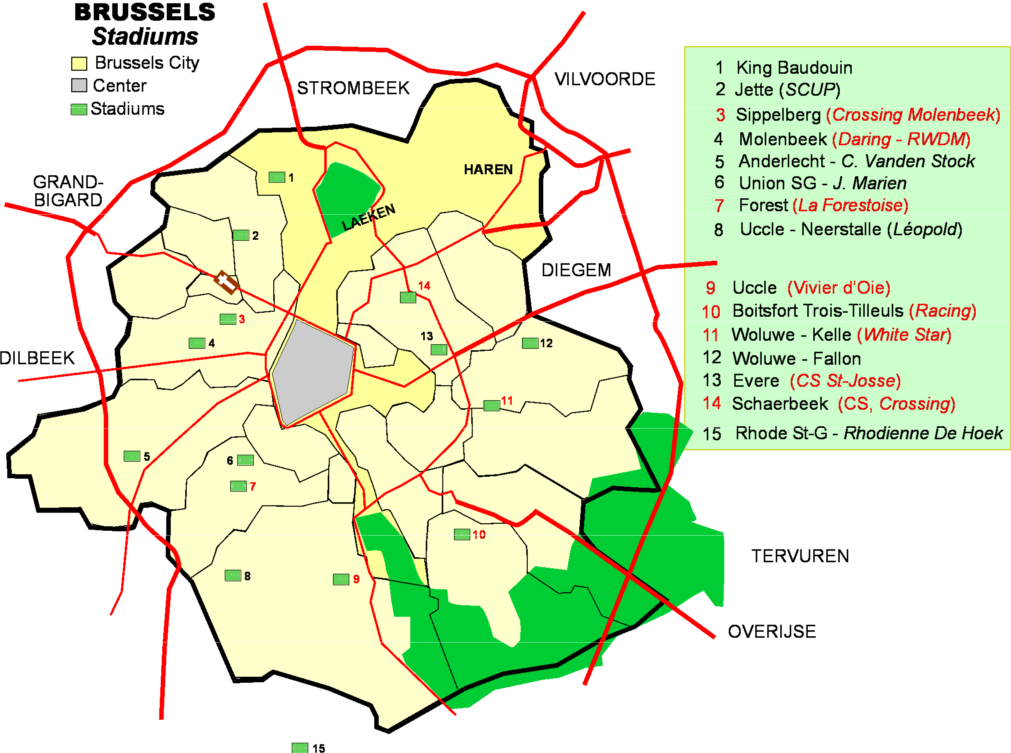

## Résultats dans les divisions nationales
Statistisques mises à jour le 12 août 2021 - au terme de la saison 2020-2021
Sous ses deux numéros matricule, le club a disputé 29 saisons en séries nationales : 12 sous le "1274" et 17 sous le "6".

### Bilan
| Niv | Divisions     | Jouées | Titres | TM Up | TM Down |
| --- | ------------- | ------ | ------ | ----- | ------- |
| I   | 1re nationale | 0      | 0      |       |         |
| II  | 2e nationale  | 0      | 0      |       |         |
| III | 3e nationale  | 6      | 0      |       |         |
| IV  | 4e nationale  | 23     | 0      | 2     |         |
| V   | 5e nationale  | 1      | 0      |       |         |
|     |               |        |        |       |         |
|     | TOTAUX        | 30     | 0      | 2     | 0       |

- TM Up : test-match pour départager des égalités, ou toutes formes de Barrages ou de Tour final pour une montée éventuelle.
- TM Down : test-match pour départager des égalités, ou toutes formes de Barrages ou de Tour final pour le maintien.

### Classements
| Ordre | Saison  | Nom du club                                                                                  | Niveau                                                                                       | Classement final                                                                             | Remarques                                                                                    |
| ----- | ------- | -------------------------------------------------------------------------------------------- | -------------------------------------------------------------------------------------------- | -------------------------------------------------------------------------------------------- | -------------------------------------------------------------------------------------------- |
| 1     | 1948-49 | FC La Rhodienne                                                                              | Promotion (D3) série A                                                                       | 6e/16                                                                                        |                                                                                              |
| 2     | 1949-50 | FC La Rhodienne                                                                              | Promotion (D3) série B                                                                       | 12e/16                                                                                       |                                                                                              |
| 3     | 1950-51 | FC La Rhodienne                                                                              | Promotion (D3) série D                                                                       | 16e/16                                                                                       | Relégué !                                                                                    |
|       |         |                                                                                              |                                                                                              |                                                                                              | séries provinciales                                                                          |
| 4     | 1952-53 | FC La Rhodienne                                                                              | Promotion série D                                                                            | 5e/16                                                                                        |                                                                                              |
| 5     | 1953-54 | R. FC La Rhodienne                                                                           | Promotion série A                                                                            | 7e/16                                                                                        |                                                                                              |
| 6     | 1954-55 | R. FC La Rhodienne                                                                           | Promotion série C                                                                            | 16e/16                                                                                       | Relégué !                                                                                    |
|       |         |                                                                                              |                                                                                              |                                                                                              | séries provinciales                                                                          |
| 7     | 1957-58 | R. FC La Rhodienne                                                                           | Promotion série B                                                                            | 3e/16                                                                                        |                                                                                              |
| 8     | 1958-59 | R. FC La Rhodienne                                                                           | Promotion série B                                                                            | 8e/16                                                                                        |                                                                                              |
| 9     | 1959-60 | R. FC La Rhodienne                                                                           | Promotion série A                                                                            | 2e/16                                                                                        |                                                                                              |
| 10    | 1960-61 | R. FC La Rhodienne                                                                           | Promotion série B                                                                            | 3e/16                                                                                        |                                                                                              |
| 11    | 1961-62 | R. FC La Rhodienne                                                                           | Promotion série A                                                                            | 9e/16                                                                                        |                                                                                              |
| 12    | 1962-63 | R. FC La Rhodienne                                                                           | Promotion série A                                                                            | 3e/16                                                                                        | Échange de matricule, prend la place du matricule 6 en Division 3                            |
| X     | 1963    | Échange du matricule 6 avec le R. Racing CB. Le R. FC La Rhodienne matricule 1274 disparait. | Échange du matricule 6 avec le R. Racing CB. Le R. FC La Rhodienne matricule 1274 disparait. | Échange du matricule 6 avec le R. Racing CB. Le R. FC La Rhodienne matricule 1274 disparait. | Échange du matricule 6 avec le R. Racing CB. Le R. FC La Rhodienne matricule 1274 disparait. |
| X     | 1963    | Le R. FC La Rhodienne joue désormais avec le matricule 6.                                    | Le R. FC La Rhodienne joue désormais avec le matricule 6.                                    | Le R. FC La Rhodienne joue désormais avec le matricule 6.                                    | Le R. FC La Rhodienne joue désormais avec le matricule 6.                                    |
| 13    | 1963-64 | R. FC La Rhodienne                                                                           | Division 3 série A                                                                           | 11e/16                                                                                       |                                                                                              |
| 14    | 1964-65 | R. FC La Rhodienne                                                                           | Division 3 série B                                                                           | 9e/16                                                                                        |                                                                                              |
| 15    | 1965-66 | R. FC La Rhodienne                                                                           | Division 3 série B                                                                           | 16e/16                                                                                       | Relégué                                                                                      |
| 16    | 1966-67 | R. FC La Rhodienne                                                                           | Promotion série D                                                                            | 8e/16                                                                                        |                                                                                              |
| 17    | 1967-68 | R. FC La Rhodienne                                                                           | Promotion série C                                                                            | 10e/16                                                                                       |                                                                                              |
| 18    | 1968-69 | R. FC La Rhodienne                                                                           | Promotion série C                                                                            | 13e/16                                                                                       |                                                                                              |
| 19    | 1969-70 | K. FC La Rhodienne                                                                           | Promotion série A                                                                            | 4e/16                                                                                        |                                                                                              |
| 20    | 1970-71 | K. FC La Rhodienne                                                                           | Promotion série B                                                                            | 6e/16                                                                                        |                                                                                              |
| 21    | 1971-72 | K. FC La Rhodienne                                                                           | Promotion série A                                                                            | 14e/16                                                                                       | Relégué                                                                                      |
|       |         |                                                                                              |                                                                                              |                                                                                              | séries provinciales                                                                          |
| 22    | 1998-99 | K. FC Rhodienne-Verrewinkel                                                                  | Promotion série D                                                                            | 4e/16                                                                                        | Tour final                                                                                   |
| 23    | 99-2000 | K. FC Rhodienne-Verrewinkel                                                                  | Promotion série B                                                                            | 11e/16                                                                                       |                                                                                              |
| 24    | 2000-01 | K. FC Rhodienne-Verrewinkel                                                                  | Promotion série D                                                                            | 3e/16                                                                                        | Tour final                                                                                   |
| 25    | 2001-02 | K. FC Rhodienne-Verrewinkel                                                                  | Promotion série C                                                                            | 7e/16                                                                                        |                                                                                              |
| 26    | 2002-03 | K. FC Rhodienne-Verrewinkel                                                                  | Promotion série B                                                                            | 8e/16                                                                                        |                                                                                              |
| 27    | 2003-04 | K. FC Rhodienne-Verrewinkel                                                                  | Promotion série B                                                                            | 6e/16                                                                                        |                                                                                              |
| 28    | 2004-05 | K. FC Rhodienne-Verrewinkel                                                                  | Promotion série B                                                                            | 12e/16                                                                                       |                                                                                              |
| 29    | 2005-06 | K. FC Rhodienne-Verrewinkel                                                                  | Promotion série B                                                                            | 16e/16                                                                                       | Relégué                                                                                      |
|       |         |                                                                                              |                                                                                              |                                                                                              | séries provinciales                                                                          |
| 30    | 2020-21 | K. FC Rhodienne-De Hoek                                                                      | Division 3 VV série A                                                                        | N/A                                                                                          | Saison annulée !                                                                             |
| 31    | 2021-22 | K. FC Rhodienne-De Hoek                                                                      | Division 3 VV série A                                                                        | .../16                                                                                       |                                                                                              |

### Sources et liens externes
- Site officiel du club
- Site consacré à l'ancien R.W.D.M.